# 홍원기 (아나운서)
홍원기(1973년 7월 22일 ~ )는 대한민국의 아나운서다.

## 학력
- 서강대학교 대학원 신문방송학과 석사

## 경력
- 2001년 GTB 강원민방 공채 아나운서
- 2002년 iTV 경인방송 공채 아나운서
- 2005년 Xports 캐스터
- 2007년 OBS경인TV 아나운서
- 2015년 OBS경인TV 아나운서팀장

## 방송 진행
- 2002년 iTV 《iTV 수도권뉴스》
- 2003년 iTV 《iTV 스포츠투나잇》
- 2008년 OBS 《홍원기의 파워토론》
- 2011년 OBS 《생방송 OBS》
- 2013년 OBS 《OBS 초대석》

## 수상
- 2011년 대한민국 아나운서 대상 TV 진행상
- 2016년 대한민국 아나운서 클럽 황금메아리상